# Новиков, Никита Валерьевич
Никита Валерьевич Новиков (род. 10 ноября 1989, Майский, Вологодская область) — российский профессиональный трековый и шоссейный велогонщик

## Победы на треке
2006
- Чемпионат Европы среди юниоров, командная гонка преследования — 3-е место

2007
— Чемпионат мира среди юниоров, в групповой гонке по очкам на треке — 1-е место
— Чемпионат мира среди юниоров, в командной гонке на время на треке — 2-е место
2006
- Чемпионат Европы среди юниоров, командная гонка преследования — 3-е место

## Победы на шоссе
| 2007 - Чемпионат мира среди юниоров, индивидуальная гонка на время — 3-е место 2011 - Тур Словакии — 1 этап, 8 этап и генеральная классификация - Тур Савойи — пролог и генеральная классификация |

## Допинг
6 июня 2013 года, после финиша Гран-при кантона Аргау, было объявлено, что допинг-проба «А», взятая у Никиты 17 мая 2013 года, дала положительный результат на анаболический стероид гидрокси-остарин. В связи с чем Vacansoleil-DCM временно отстранила спортсмена от соревнования до вскрытия пробы «Б». 13 января 2014 года РУСАДА дисквалифицировало Новикова на 2 года